# Stanhopea oculata
Stanhopea oculata är en orkidéart som först beskrevs av Conrad Loddiges, och fick sitt nu gällande namn av John Lindley. Stanhopea oculata ingår i släktet Stanhopea och familjen orkidéer. Inga underarter finns listade i Catalogue of Life.

## Bildgalleri

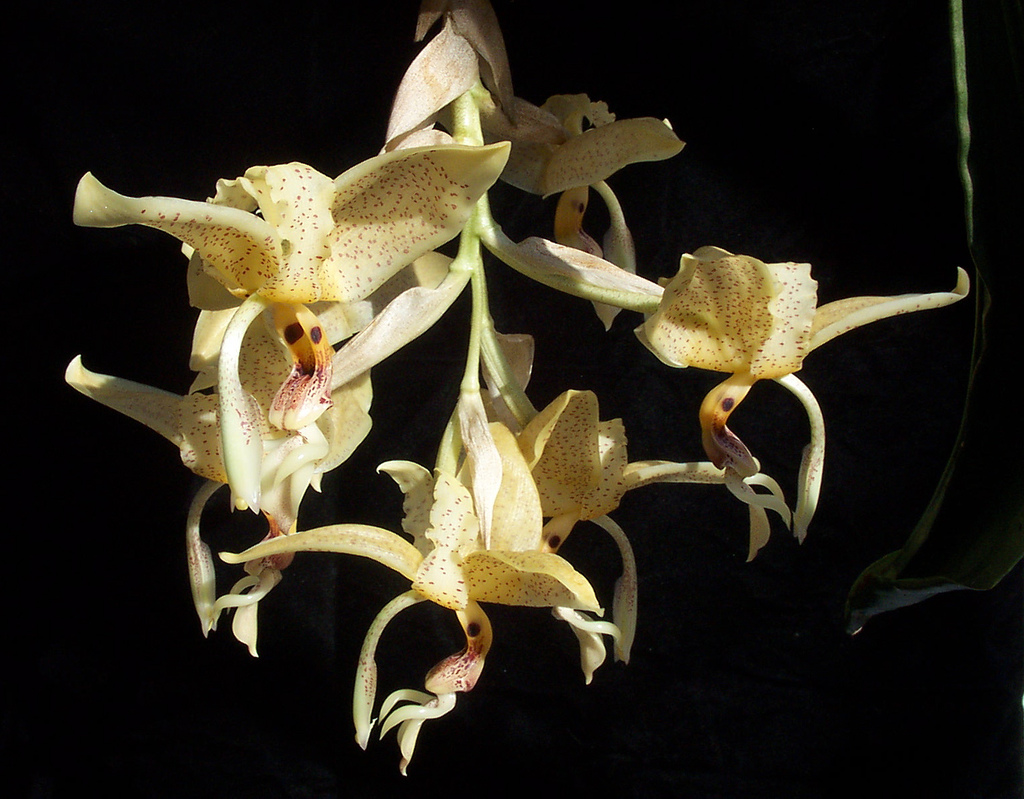
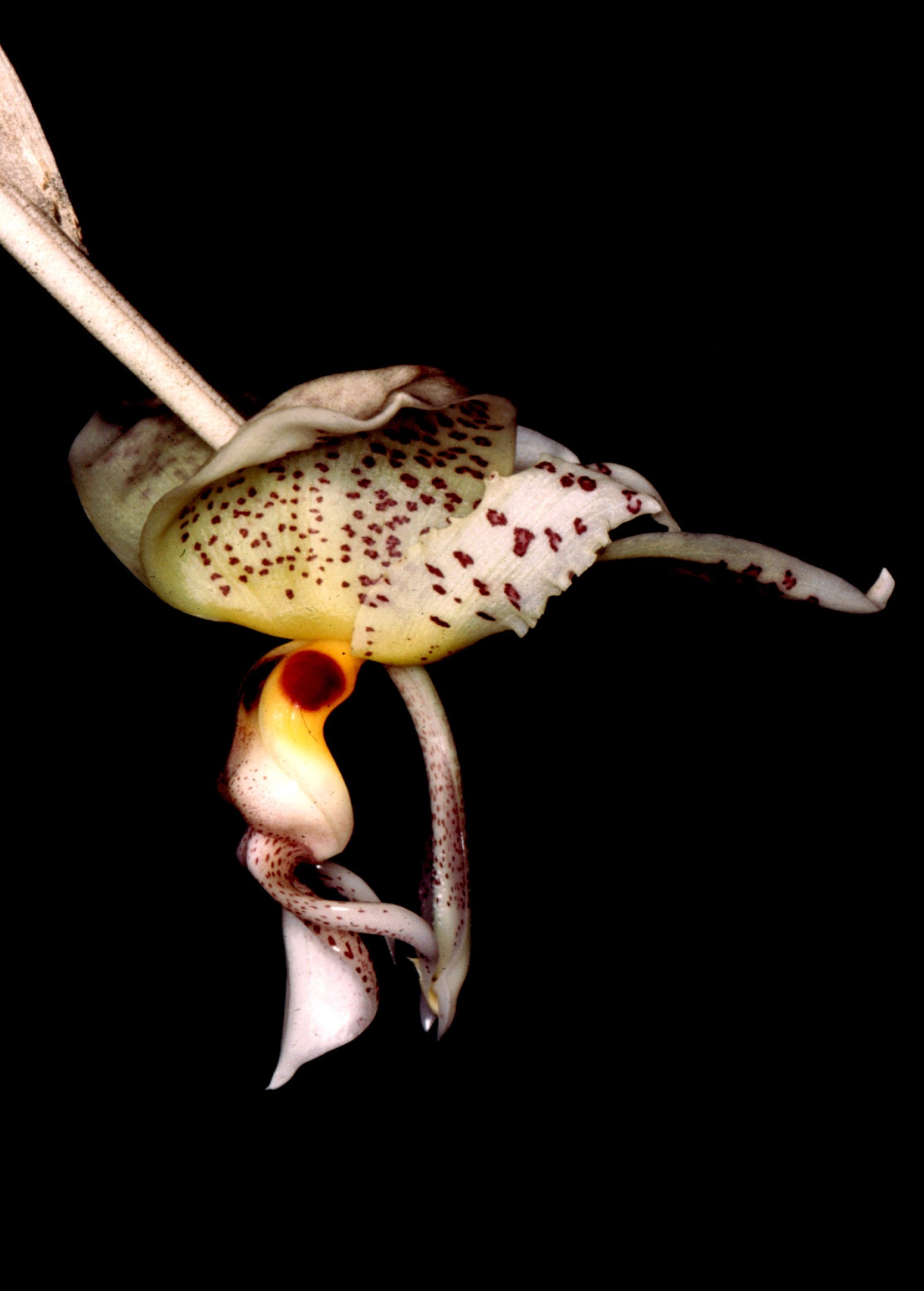
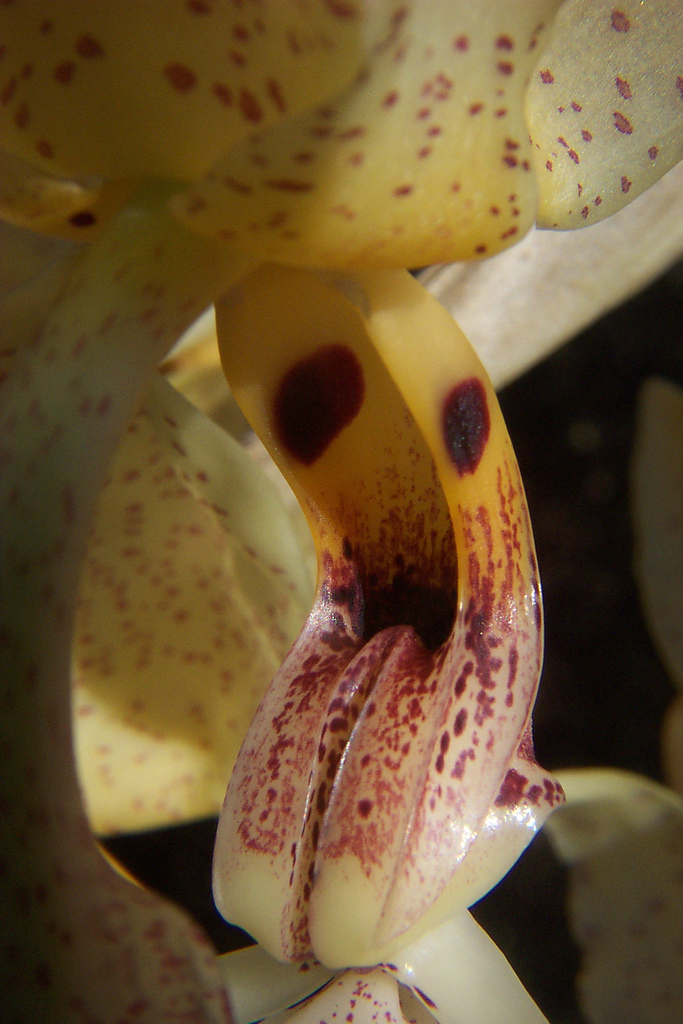
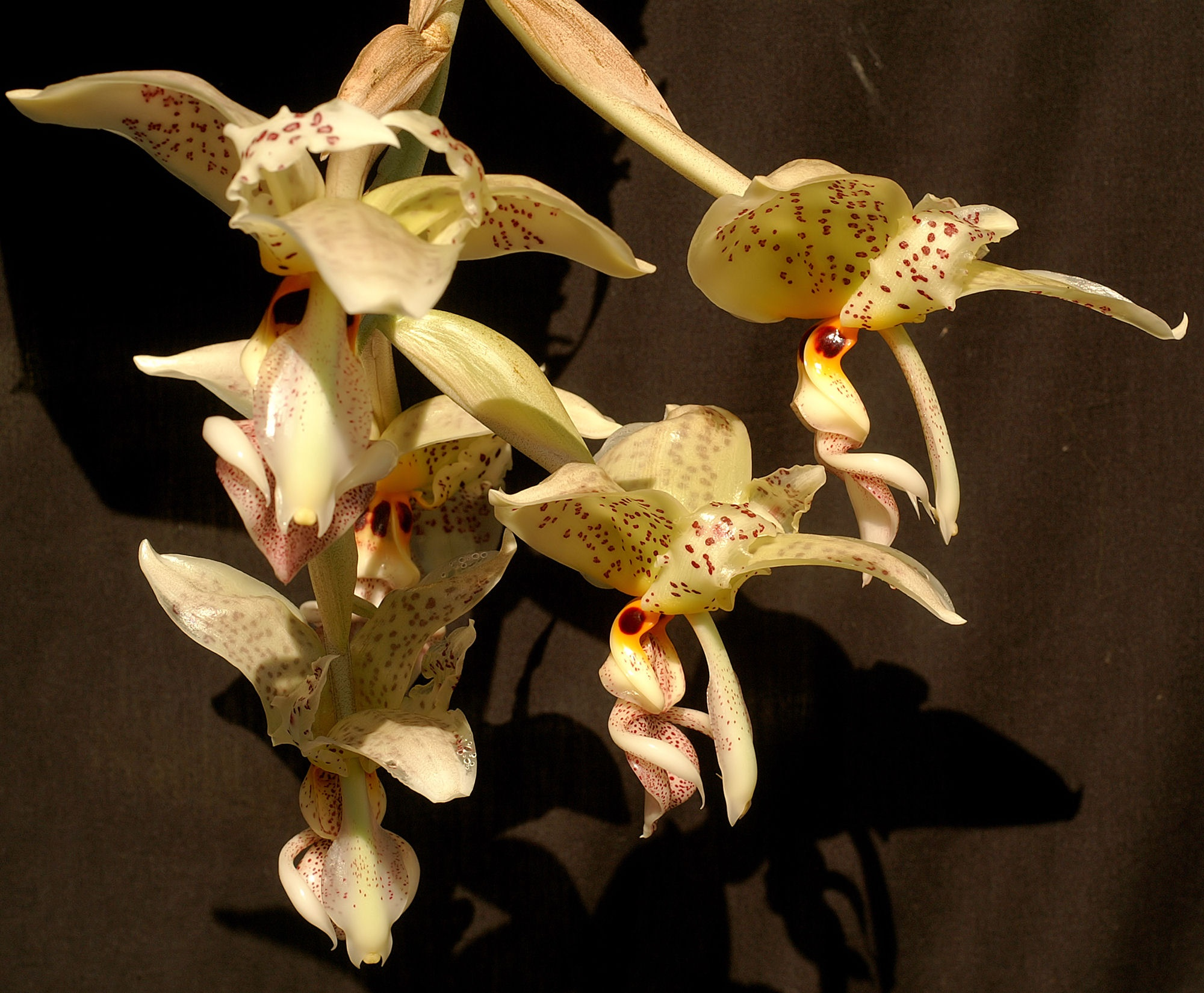
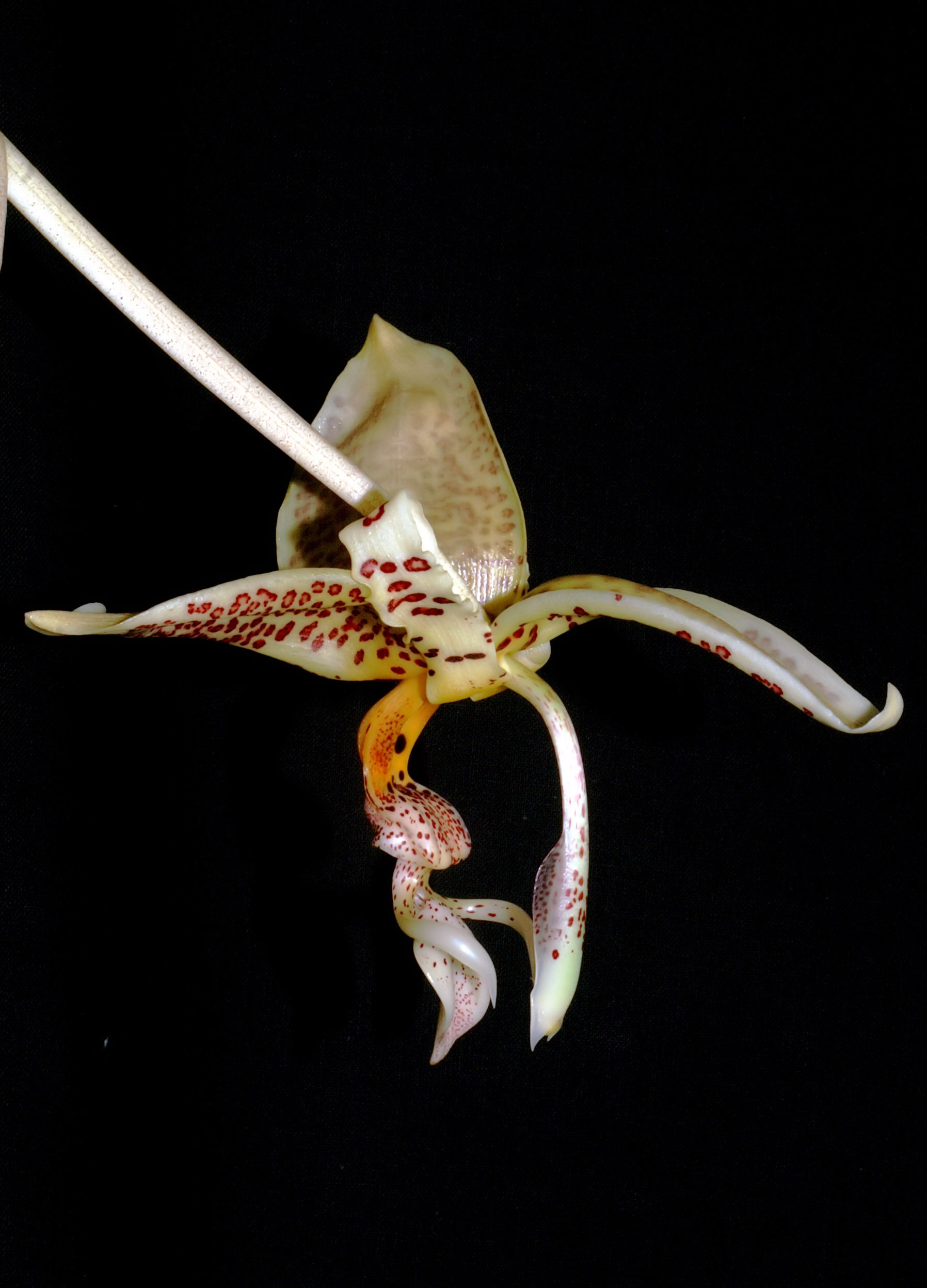
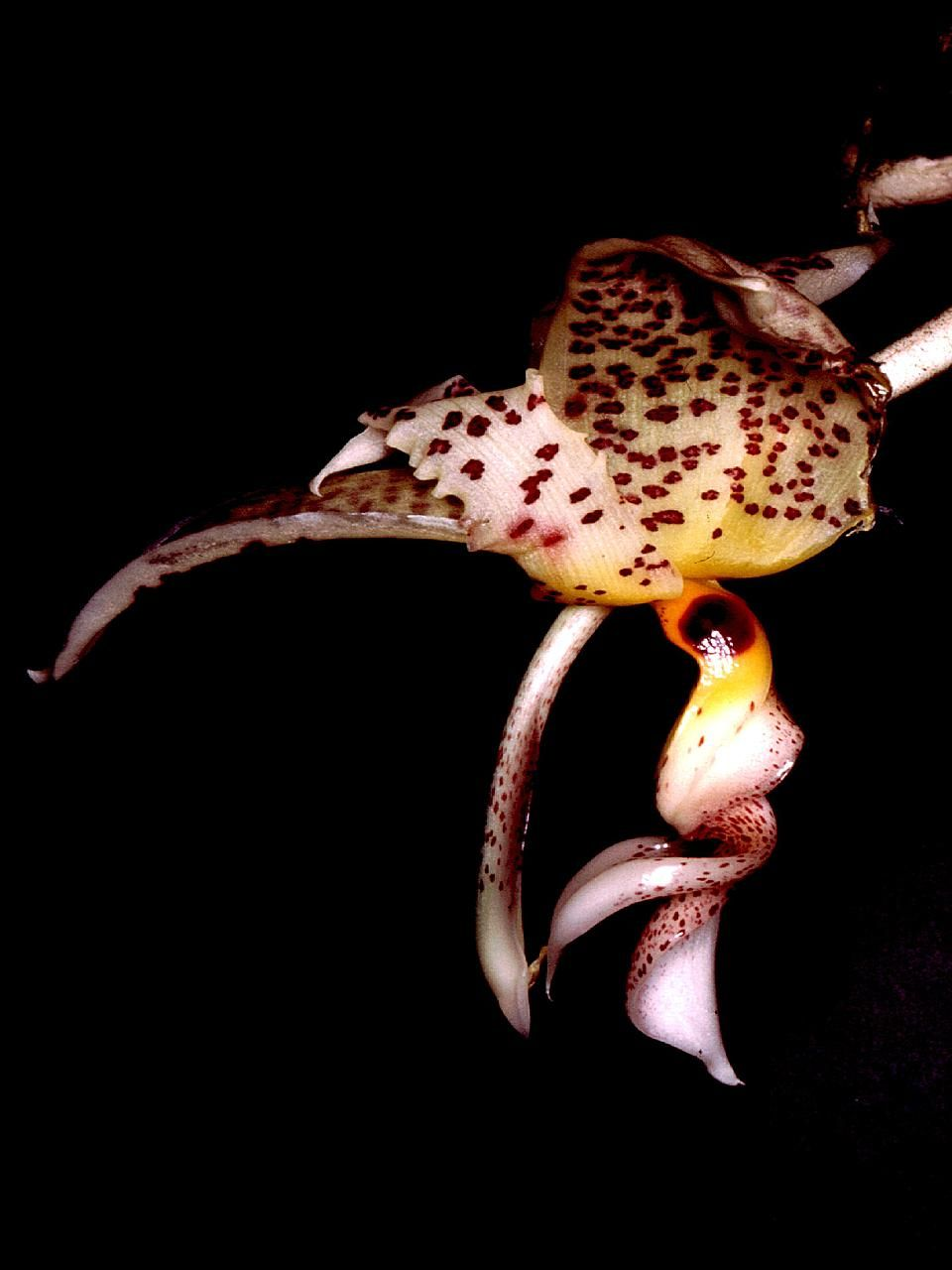